# Julius Kleinmichel

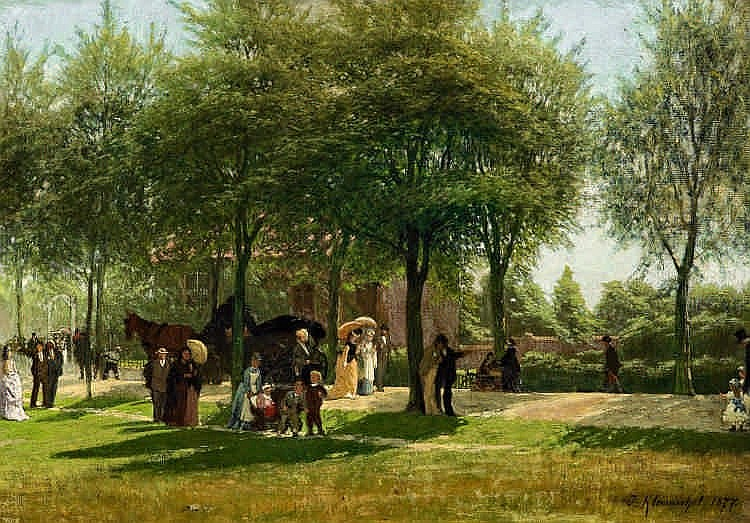
Sonntagsnachmittag an der Grafenberger Chaussee, Düsseldorf (1877)

Ferdinand Julius Theodor Kleinmichel (* 5. März 1846 in Rodzonne bei Graudenz, Regierungsbezirk Marienwerder; † 12. August 1892 in München) war ein deutscher Maler und Grafiker.

## Leben
Geboren als Sohn eines Oberförsters und früh verwaist, kam Kleinmichel zu Verwandten nach Königsberg. Er begann sein Studium an der Kunstakademie Königsberg bei Karl Ludwig Rosenfelder.
Nach dem Tode seiner Pflegeeltern 1871 kam Kleinmichel nach Berlin.
Auf Einladung von Johann Arthur Severin Nikutowski besuchte Kleinmichel Düsseldorf und wohnte 1876 bis 1877 mit ihm in der Grafenberger Chaussee Nr. 60. Wegen eines Fußleidens verbrachte er vier Jahre im Krankenbett. In diesem Zeitraum lieferte er Zeichnungen an verschiedene Zeitschriften, u. a. an Daheim in Leipzig, wo er seit 1878 den Posten des künstlerischen Leiters bekleidete. In Leipzig heiratete er Selma Dunsky aus Tiflis.
Er war mit dem Dichter und Jugendschriftsteller Julius Lohmeyer (1835–1903) befreundet und illustrierte seine Schriften, darunter die Zeitschrift Deutsche Jugend. Kleinmichel illustrierte auch Im Flügelkleide von Victor Blüthgen, Die Welt vom Fenster aus von Johannes Trojan u. a. Kinderbücher.
Seit 1882 in München widmete er sich der Malerei, zeigte seine Werke im Münchner Glaspalast und in der Gartenlaube.